# Otto al II-lea de Lippe

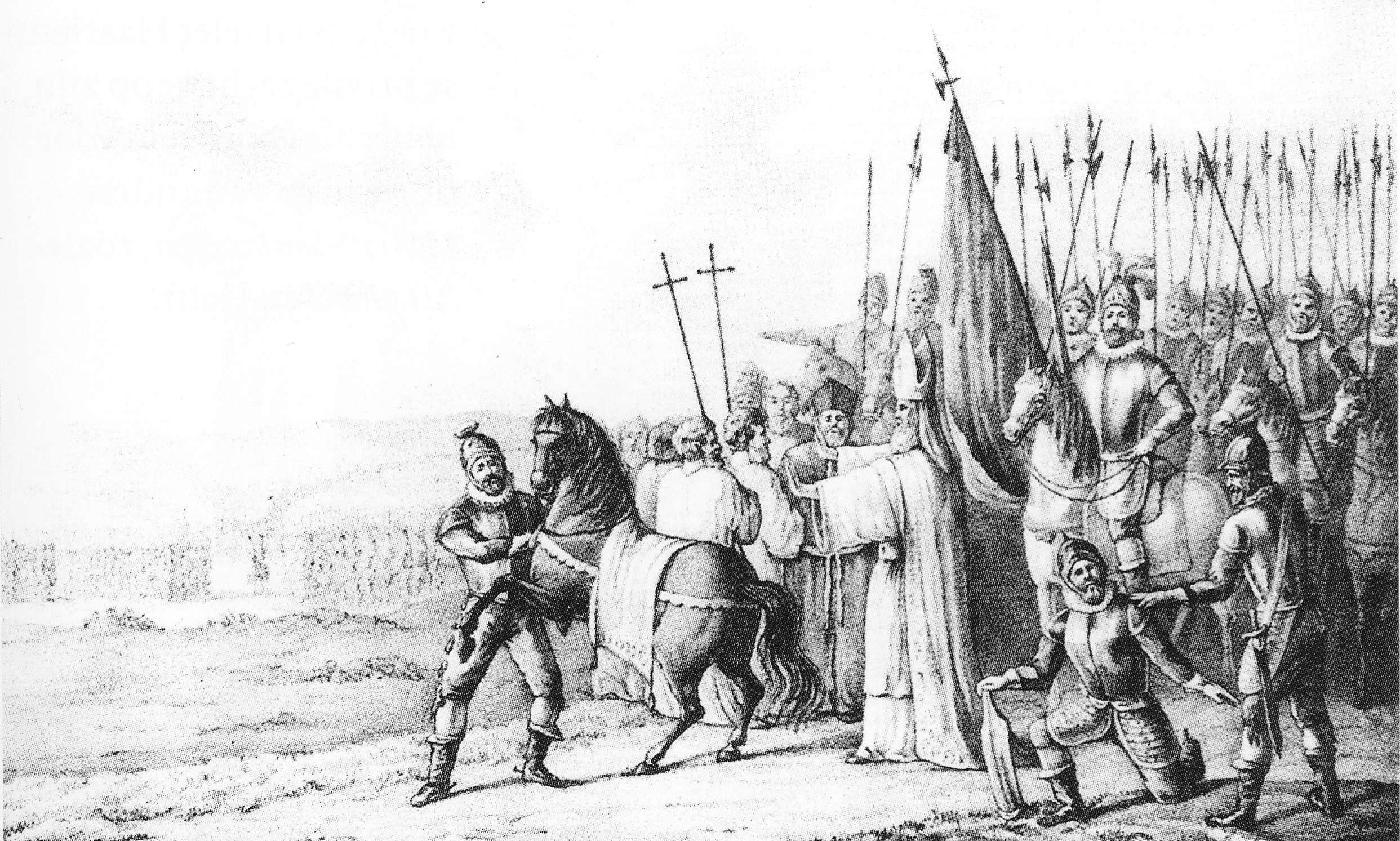
Otto al II-lea de Lippe anatemizându-l pe Rudolf de Coevorden.

Otto de Lippe a fost episcop de Utrecht între 1216 și 1227.
Otto era fiul seniorului Bernard al II-lea de Lippe. Câțiva dintre frații săi au deținut și eu înalte poziții ecleziastice în Renania.
În timpul Cruciadei a cincea, Otto a vizitat Palestina.
În 1227, Otto a fost sprijinit de fostul său dușman, contele Floris al IV-lea de Olanda, în acțiunea de suprimare a revoltei populației din Drenthe, conduse de Rudolf de Coevorden. El a murit în bătălia de la Ane (o așezare din apropiere de Hardenberg) în 28 iulie 1228.
1. ↑  Catholic-Hierarchy.org, accesat în 15 octombrie 2020